# Rebréchien
Rebréchien è un comune francese di 1 389 abitanti situato nel dipartimento del Loiret nella regione del Centro-Valle della Loira.

## Società

### Evoluzione demografica
Abitanti censiti